# بالا (ممثل)
بالا (بالتاميلية: பாலா)‏ هو منتج أفلام وكاتب سيناريو ومخرج وممثل هندي، ولد في 11 يوليو 1966 في الهند. من الجوائز التي نالها جائزة فيلم فير جنوب.

## جوائز
- جائزة فيلم فير جنوب

## وصلات خارجية
- بالا على موقع IMDb (الإنجليزية)
- بالا على موقع أول موفي (الإنجليزية)
- بالا على موقع قاعدة بيانات الفيلم (الإنجليزية)
- بالا على موقع كينوبويسك (الروسية)